# لينا كارلسون
لينا كارلسون هي متسابقة يخت سويدية، ولدت في 21 مايو 1972.

## وصلات خارجية
- لينا كارلسون على موقع الاتحاد الدولي للملاحة الشراعية (موقع جديد) (الإنجليزية)
- لينا كارلسون على موقع الاتحاد الدولي للملاحة الشراعية (موقع قديم) (الإنجليزية)
- لينا كارلسون على موقع اللجنة الأولمبية الدولية (الإنجليزية)
- لينا كارلسون على موقع أوليمبيديا (الإنجليزية)
- لينا كارلسون على موقع اللجنة الأولمبية السويدية (السويدية)